# Вайрочана

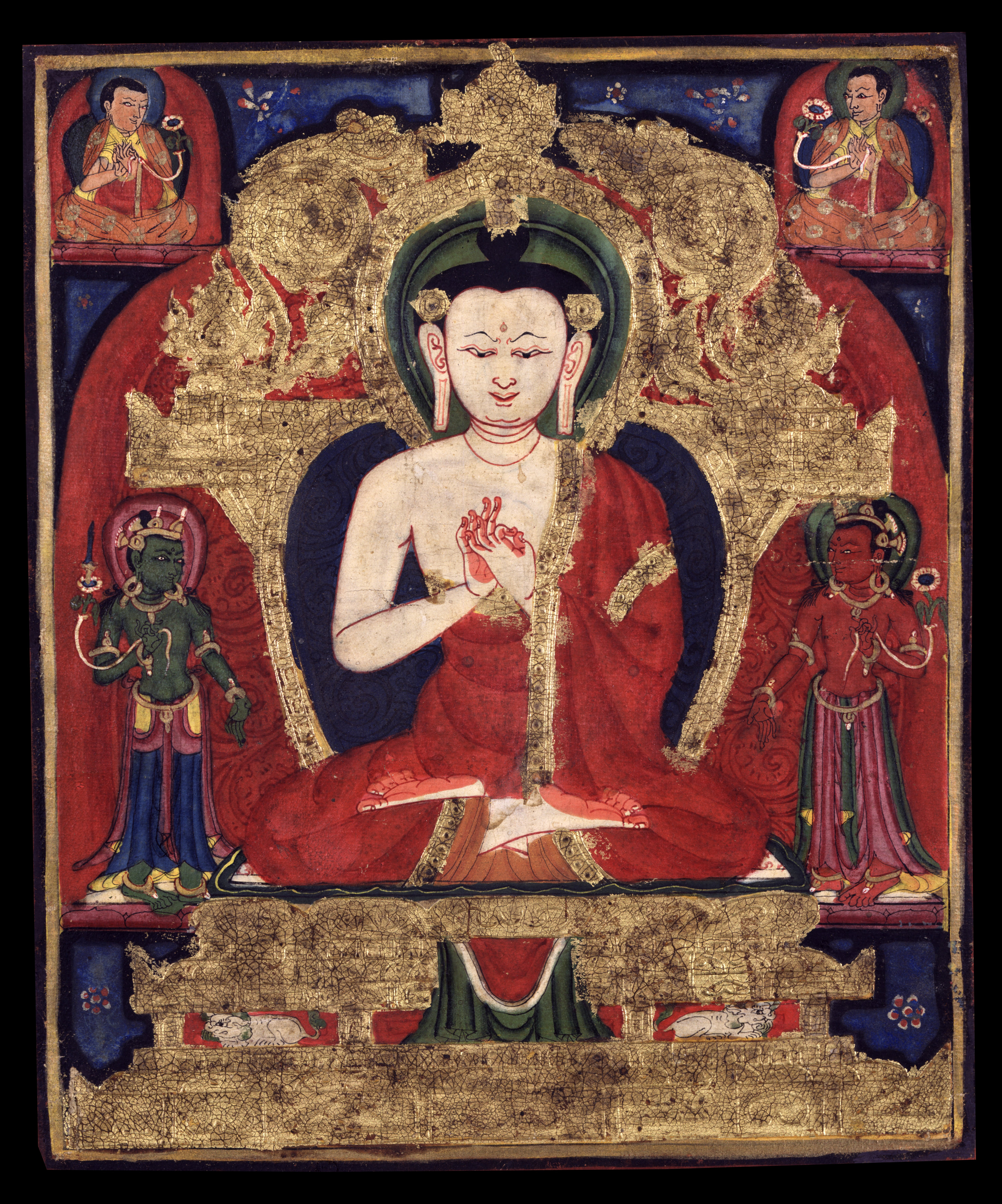
Будда Вайрочана

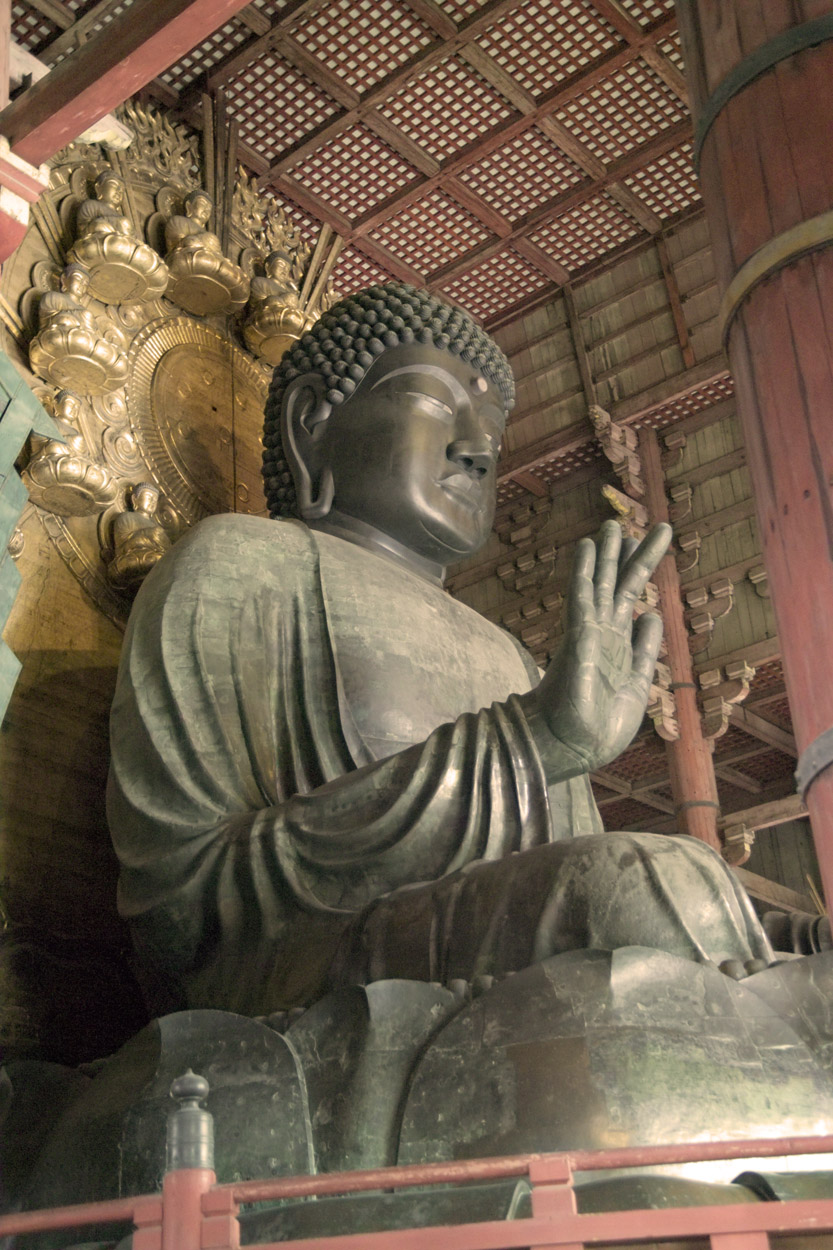
Велика статуя Вайрочани у монаситирі Тодайдзі (Нара, Японія).

Вайрочана ( санскр. वैरोचन або Маха-Вайрочана) — будда у махаяністській течії буддизму, центральний об'єкт поклоніння езотеричного буддизму. Згадується як голова усього буддизму у священних текстах езотеричного буддизму, «Сутрі Вайрочани» і «Сутрі Ваджрасекхари».
Вайрочана символізує всесвіт і сонячне світло, яким осяює його. Він виступає уособленням вищого тіла будди, проявленням сутності світобудови, яке не має форми. У східноазійській традиції Вайрочана є втіленням концепції порожнечі.
Вайрочана зображується білим або золотим, у позі лотоса.
Сімейство Будд (Татхагата)
Особливо шанується японськими сектами Сінґон-сю і Кеґон-сю.